# Triplophysa zhaoi
 Triplophysa zhaoi és una espècie de peix de la família dels balitòrids i de l'ordre dels cipriniformes. Els mascles poden assolir els 8 cm de longitud total. Es troba a la Xina.